# Veckersviller
Veckersviller (de: Weckersweiler) é uma comuna francesa na região administrativa de Grande Leste, no departamento de Mosela. Estende-se por uma área de 4,79 km². Em 2010 a comuna tinha 249 habitantes (densidade: 52 hab./km²).